# Gibraltar National League (vrouwen)
Gibraltar National League is de hoogste afdeling van het vrouwenvoetbal in Gibraltar die door de GFA georganiseerd wordt. Sinds het seizoen 1999 nemen er vijf clubs aan deel, die in een landelijke volledige competitie strijden om het kampioenschap van Gibraltar. Hiermee is kwalificatie voor de UEFA Champions League is mogelijk geworden. In Gibraltar zijn in totaal vijf voetbalclubs. Er is geen degradatie mogelijk.
De titelhouder van Gibraltar National League is Lions Gibraltar FC.

## Teams in 2022-2023
- Europa FC
- Gibraltar Wave FC
- Lions Gibraltar FC
- Lynx FC
- Manchester 62 FC

## Lijst of kampioen
- 1999 : Gestaakt
- 2003 : Bishop Fitzgerald Middle School
- 2004 : niet gehouden
- 2005 : Manchester 62 FC
- 2006 : Manchester 62 FC
- 2007 : St Joseph's
- 2008 : Manchester 62 FC
- 2009 : Gestaakt
- 2010 : niet gehouden
- 2010-2011 : Gibraltar United
- 2011-2012 : niet gehouden
- 2012-2013 : College Cosmos
- 2013-2014 : Lions Gibraltar FC
- 2014-2015 : Lions Gibraltar FC
- 2015-2016 : Manchester 62 FC
- 2016-2017 : Lincoln Red Imps
- 2017-2018 : Lincoln Red Imps
- 2018-2019 : Lincoln Red Imps
- 2019-2020 : Lincoln Red Imps
- 2020-2021 : Lions Gibraltar FC
- 2021-2022 : Lions Gibraltar FC
- 2022-2023 : Lions Gibraltar FC
- 2023-2024 :

## Aantal landstitels
| Rank | Teams                           | Aantal keren | Laatste keer |
| ---- | ------------------------------- | ------------ | ------------ |
| 1    | Lions Gibraltar FC              | 4            | 2021-2022    |
| 1    | Lincoln Red Imps                | 4            | 2019–2020    |
| 1    | Manchester 62 FC                | 4            | 2015–2016    |
| 4    | College Cosmos                  | 1            | 2012–13      |
| 4    | Gibraltar United                | 1            | 2010–2011    |
| 4    | St Joseph's                     | 1            | 2007         |
| 4    | Bishop Fitzgerald Middle School | 1            | 2003         |